# 井上一馬 (俳優)
井上 一馬(いのうえ かずま、1961年5月31日 - ）は日本の俳優、振付師。鹿児島県出身、本名同じ。身長174cm。船越英一郎主宰・ドラマチックミュージカルシアターMAGAZINEに1996年まで在籍。ミュージカル「おれたちは天使じゃない」に客演したことをきっかけに、1998年からはミュージカルカンパニー イッツフォーリーズに所属。早稲田実業学校高等部卒。

## 出演

### 舞台
- イッツフォーリーズ公演
  - ミュージカル「ルドルフとイッパイアッテナ」(1998年〜2017年　全国公演)
  - ミュージカル「by the sea」(2013年　恵比寿エコー劇場)
  - ミュージカル「見上げてごらん夜の星を」(2012年〜2017年　あうるすぽっと 全国公演)
  - ミュージカルコメディ「死神」(2014年〜 紀伊國屋ホールほか 演出　鵜山仁)
  - ミュージカル「ゲゲゲの鬼太郎」(2014年~2017年　俳優座劇場ほか 演出　ラサール石井)
  - ミュージカル「牡丹さんの不思議な毎日」(2014年　上野ストアハウス)
  - ミュージカル「あさはなび」(2015年　ザ・ポケット)
  - ミュージカル「A Midsummer Nights Dream夏の夜の夢」(2016年　あうるすぽっと)
  - ミュージカル「青空の休暇」(2014年~2017年　全国公演 演出　鵜山仁)
  - 音楽劇「秋に咲く桜のような」(2017年~2015年　あうるすぽっと)
  - ミュージカル 「おれたちは天使じゃない」
  - ファンタジーミュージカル「霧のむこうのふしぎな町」
  - ミュージカル「天切り松　人情闇がたり」
  - ミュージカル「MIRACLE」
  - ハートフルミュージカル「Mr.Zoo」(2001年 紀伊國屋サザンシアター 全国公演)
  - チルドレンズワールド「ママったらわたしのなまえをしらないの」
  - ミュージカル「野菊の墓」
  - 「遠い水の思い出」(2004年 アトリエフォンテーヌ)
  - 「見上げてごらん夜の星を〜いずみたくに捧げる3つの物語〜」(2004年 アトリエフォンテーヌ)
  - ミュージカル「月のしずく」(2007年 俳優座劇場)
  - ミュージカル「花山信吉工務店」(2008年 紀伊國屋サザンシアター)
  - ワークショップ＆ミュージカル「ドン・カマー　たびのむこう」(2010年)

- ドラマチックミュージカルシアターMAGAZINE公演
  - 「GANG」
  - 「LIVE ACT MAGAGINE」
  - 「ＢＬＵＥ　ＪＡＣＫ　Ｕ．Ｓ．Ａ」
  - 「ＳＴＡＲＤＵＳＴ　ＭＥＭＯＲＹ」
  - 「ＢＲＥＡＫＥＲＳ’８７」
  - 「ＬＯＶＥ　ＭＥ　ＤＯ！」
  - 「ＭＵＳＩＣＡＬ　ＳＯＭＥＤＡＹ」
  - 「１０ＹＥＡＲＳ　ＡＧＯ」
  - 「ＨＯＬＹ　ＮＩＧＨＴ」
  - 「ＳＡＩＬＩＮＧ」　
  - 「ＴＩＮＫＥＲＢＥＬＬ」
  - 「ＳＰＡＳＥ　ＢＡＤ　ＢＯＹＳ」　
  - 「未来伝説桃太郎」
  - 「インドラの湖」　
  - 「Ｄｅａｒ　Ｍｙ　Ｍｒ　ＧＡＮＧ」　
  - 「アリババ千一夜」
  - 「ホーンテッド・ハネムーン」

- その他舞台公演
  - ミュージカル「ピーターパン」(1990年〜1992年)
  - 「エリザベス」(1995年)
  - 「怪談にせ皿屋敷」(1995年)
  - 「女人哀詞」（1995年）
  - 「パパの誕生日」(1995年〜1997年)
  - 「ふるあめりかに袖はぬらさじ」(1996年)
  - 「女人哀詩」(1996年)
  - 「ドタマゴ」(1997年)
  - 「カニコニソウサイ」(1997年)
  - 「ザ・ミュージカルマン」(1999年 東京芸術劇場・中ホール)
  - 東宝ミュージカル「レ・ミゼラブル」(1999年、2001年 帝国劇場)
  - 「美少女戦士セーラームーン〜超惑星デス・バルカンの封印」(2001年 サンシャイン劇場)
  - 「まさかのchange?!」(2001年 博品館劇場)
  - 「美少女戦士セーラームーン10周年記念公演」(2002年 ゲスト出演)
  - 演劇ユニットてがみ座　第4回公演「線のほとりに舞う花を」(2011年 王子小劇場)
  - ミュージカル座痛快時代劇「バクマツ。」(2013年 IMAホール)
  - ザ・ライフ・カムパニィ「チェと呼ばれた男」(2017年)
  - ミュージカル座　ミュージカル「スター誕生」(2018年 中目黒キンケロ・シアター)
  - 「アイ★チュウ ザ・ステージ〜Stairway to Étoile 2018〜」(2018年 サンシャイン劇場)
  - タイプスプロデュースタイプス版「シェイクスピア夏の夜の夢　A Midsummer Night Dream」(2018年 座・高円寺２)
  - 劇団骸骨ストリッパー　presents calavera box vol.4「狂犬」「バーニングマン」(2018年)
  - Alexandrite Stage / Yプロジェクト　雷電「靖国への帰還」(2018年 渋谷区文化伝承総合センター 大和田伝承ホール)
  - タイプスプロデュース「12人の怒れる男　〜男女混合バージョン〜」(2018年 スタジオ アプローズ)
  - 劇団骸骨ストリッパー　戦国昔話「猿鬼伝〜ENKIDEN〜」(2018年 武蔵野芸能劇場)
  - 夜想会「祖国への挽歌」（2019年　俳優座劇場）
  - 劇団TYPESプロデュース「夏の夜の夢」（2019年　座・高円寺２）
  - しんゆりシアターミュージカル「ミラクル」（2023年 川崎アートセンター）
  - ミュージカル「シャボン玉とんだ宇宙までとんだ」（2023年 シアタークリエ、新歌舞伎座、福岡市民会館）
  - Alexandrite Stage 「CHICACO」（2023年 シアターグリーン）
  - シェイクスピア戯曲　King LEAR & MACBETH（2023年 ニッショーホール）
  - 劇団印象「藤田嗣治〜白い暗闇〜」（2023年 下北沢・小劇場B1）
  - 舞台「うどん」（2023年 高田馬場ラビネスト）
  - 舞台「Ensemble」（2023年 d倉庫）
  - 朗読劇「かもめ」（2023年 シアターシアターシャイン）
  - ことのはbox「ムーランルージュ」（2023年 萬劇場）
  - 「THE BOY FROM OZ 」（2023年 シアターオーブ、オリックス劇場）
  - Alexandrite Stage「G７」（2023年 三越劇場）
  - 劇団印象「カレル・チャペック~水の足音~」（2023年 シアターウエスト）
  - 新宿梁山泊「奇妙な果実」（2023年 シアターアルファ東京）
  - ウォーキングスタッフ「David Williamson’s THE CLUB」（2023年 シアター711）
  - ミュージカル座「ひめゆり」（2023年 シアター1010）
  - ミュージカル「ラグタイム」（2023年 日生劇場、梅田芸術劇場）
  - 日本劇団協議会「みえないくに」（2024年 シアターイースト）
  - SUPERNOVA「遠く吠えて花火をあげる」（2024年、王子小劇場）[1]
  - NOVA.companyプロデュース「ISHIN-医新-」（2025年公演予定、六行会ホール）[2]
  - CCCreation Presents「近松心中物語」（2025年公演予定、KAAT神奈川芸術劇場 大スタジオ）[3]

### 映画
- 「セデック・バレ」

### CM
- DCカード(2013年)
- PCA「12の数字をしっかり守る」(2015年)
- 明治きのこの山「きのこ党新党首就任&食べ方」篇(2019年）
- LINE WORKS 「LINE WORKS で現場が動き出す」建設編(2020年）

### テレビ
- BS-TBS「歴史列伝そして傑作が生まれた〜豊臣秀吉」(2015年)
- NHK土曜ドラマ「トットてれび」第2話(2016年)
- TBS「ワールド極限ミステリー〜もうひとつの南極物語〜」（2022年）
- 日本テレビ「ザ・世界仰天ニュース３時間SP 〜白雪姫と呼ばれた極悪女の真実〜」（2022年）
- BS日テレ 看護の日特別ドラマ「Memories ～看護師たちの物語～」（2021年）
- BS朝日「昭和偉人伝　万城目正・吉岡治編」（2018年）
- NHK土曜ドラマ「トットてれび」第2話（2016年）
- テレビ朝日 松本清張ドラマスペシャル「地方紙を買う女」(2016年）

### ナレーション
- DVD「心霊　パンデミック　シリーズ」

### 振付
- TVCM「金のつぶ　におわなっとう」
- ハートフルミュージカル「Mr.Zoo」
- ミュージカル「おじゃ魔女どれみどっか〜ん」